# Gimpo Goldline
Đường sắt đô thị Gimpo (Tiếng Hàn: 김포 도시철도, Hanja: 金浦 都市鐵道) hay Gimpo Goldline (Tiếng Hàn: 김포 골드라인) là tuyến đường sắt đô thị kết nối Ga Yangchon ở Gimpo-si, Gyeonggi-do với Ga sân bay Quốc tế Gimpo ở Gangseo-gu, Seoul. Ban đầu dự kiến khai trương vào tháng 11 năm 2018, nhưng do các vấn đề an toàn như tăng cường nhân sự, việc khai trương đã bị hoãn lại đến ngày 27 tháng 7 năm 2019 sau thời gian chạy thử kéo dài 8 tháng. Tuy nhiên, nó lại bị hoãn lại từ tháng 4 đến tháng 5 năm 2019 do tàu rung chuyển khi chạy ở tốc độ tối đa và cuối cùng đã được khai trương vào ngày 28 tháng 9 năm 2019. Hướng di chuyển ở mọi ga ở bên phải.

## Tổng quan
- Tên tuyến: Đường sắt đô thị Gimpo
- Đặc điểm tuyến đường: Yangchon ~ Sân bay Quốc tế Gimpo đi ngầm, xây dựng đường sắt nhẹ bằng ngân sách chính quyền địa phương lần đầu tiên tại Hàn Quốc
- Hệ thống phương tiện: Tàu nhẹ AGT bánh thép do Hyundai Rotem sản xuất (2 toa, 1 tàu) / Tổng cộng 23 đoàn đã đưa vào sử dụng
- Chi phí dự án: Tổng cộng 1.508,6 tỷ KRW - Korea Land and Housing Corporation (LH) chia sẻ 1.200 tỷ KRW, Thành phố Gimpo chia sẻ 308,6 tỷ KRW
- Tình hình kinh doanh: Đã hoàn thành
- Tính chất kinh doanh: Tuyến mới
- Đơn vị kinh doanh: Hoạt động của Gimpo Gold Line (Công ty con của Tổng công ty Vận tải Seoul)
- Quản lý xây dựng: Được quản lý bởi Cơ quan quản lý mạng lưới đường sắt Hàn Quốc và Tổng công ty Vận tải Seoul theo tỷ lệ 65:35
- Bộ phận kinh doanh: Yangchon ~ Sân bay Quốc tế Gimpo
- Đoạn kinh doanh: 23,6 km
- Ngày bắt đầu: 26 tháng 3 năm 2014
- Ngày khai trương : 28 tháng 9 năm 2019

## Bản đồ tuyến
|  |

|  |

|  |

|  |

|  |

|  |

|  |

|  |

|  |

|  |

|  |

|  |

|  |  |  |

|  |  |  |  |  |

|  |  |  |  |  |

|  |  |  |  |  |

|  |  |  |  |  |

|  |

|  |

|  |

|  |

|  |

|  |

|  |

|  |

|  |

|  |

|  |

|  |

|  |

|  |  |  |

|  |  |  |  |  |

|  |  |  |  |  |

|  |  |  |  |  |

|  |  |  |  |  |

|  |

## Ga
| Số ga | Tên ga                    | Tên ga         | Tên ga         | Chuyển tuyến            | Khoảng cách | Tổng khoảng cách | Vị trí      | Vị trí     |
| Số ga | Tiếng Anh                 | Hangul         | Hanja          | Chuyển tuyến            | Khoảng cách | Tổng khoảng cách | Vị trí      | Vị trí     |
| ----- | ------------------------- | -------------- | -------------- | ----------------------- | ----------- | ---------------- | ----------- | ---------- |
| G100  | Yangchon                  | 양촌           | 陽村           |                         | 0.0         | 0.0              | Gyeonggi-do | Gimpo-si   |
| G101  | Gurae                     | 구래           | 九來           |                         | 1.4         | 1.4              | Gyeonggi-do | Gimpo-si   |
| G102  | Masan                     | 마산           | 麻山           |                         | 1.6         | 3.0              | Gyeonggi-do | Gimpo-si   |
| G103  | Janggi                    | 장기           | 場基           |                         | 2.6         | 5.6              | Gyeonggi-do | Gimpo-si   |
| G104  | Unyang                    | 운양           | 雲陽           |                         | 1.7         | 7.3              | Gyeonggi-do | Gimpo-si   |
| G105  | Geolpo Bukbyeon           | 걸포북변       | 傑浦北邊       |                         | 3.4         | 10.7             | Gyeonggi-do | Gimpo-si   |
| G106  | Sau (Tòa thị chính Gimpo) | 사우(김포시청) | 沙隅(金浦市廳) |                         | 1.8         | 12.5             | Gyeonggi-do | Gimpo-si   |
| G107  | Pungmu                    | 풍무           | 豊舞           |                         | 1.6         | 14.1             | Gyeonggi-do | Gimpo-si   |
| G108  | Gochon                    | 고촌           | 高村           |                         | 3.6         | 17.7             | Gyeonggi-do | Gimpo-si   |
| G109  | Sân bay Quốc tế Gimpo     | 김포공항       | 金浦空港       | (512) (902) (A05) (S13) | 5.9         | 23.6             | Seoul       | Gangseo-gu |